# Kazerne Dossin
Kazerne Dossin is een voormalige Belgische legerkazerne in Mechelen. De kazerne werd tijdens de Tweede Wereldoorlog door de Duitse bezetter gebruikt als doorgangskamp (SS-Sammellager Mecheln) om Joden en Roma te transporteren naar de concentratiekampen Auschwitz-Birkenau, Buchenwald en (vrouwenkamp) Ravensbrück. Momenteel is de site geïntegreerd in het Memoriaal, Museum en Documentatiecentrum over Holocaust en Mensenrechten.
Vanuit dit kamp werden 25.484 Joden en 352 Roma gedeporteerd. Minder dan vijf procent (1.252) keerde terug. Aanvankelijk werden de Joden er verzameld via een tewerkstellingsbevel. Later ging men over op een agressieve aanpak: in Antwerpen en Brussel werden razzia’s gehouden. In de zomer van 1942 werden de meesten gedeporteerd. In honderd dagen verzamelden toen Duitsers en Duits-gewillige Belgische politiemannen 16.873 Joden en Roma van wie er 385 overleefden.

## Oprichting

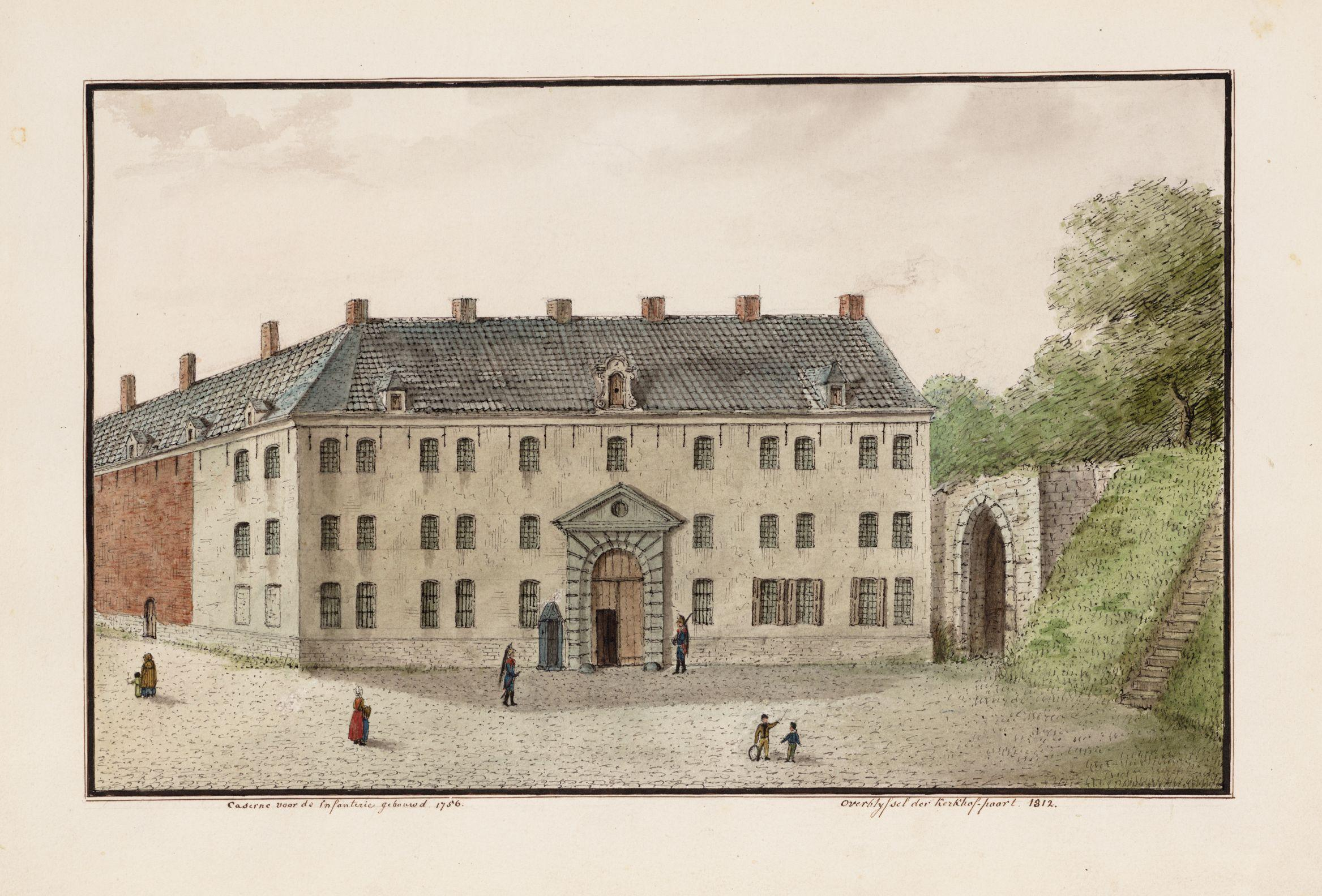
Hof van Habsburg (Stadsarchief Mechelen)

De Dossin-geschiedenis gaat verder terug dan WO II. Het complex werd in 1756 gebouwd in opdracht van Maria Theresia van Oostenrijk. De stad bouwde de kazerne. Het gebouw diende als infanteriekazerne voor 2400 soldaten. Later werd het pand gebruikt voor niet-infanteristen en als opslagruimte. In 1936 kreeg het gebouw de naam Kazerne Dossin, voluit Kazerne Dossin de Saint-Georges, genoemd naar luitenant-generaal Baron Émile Dossin de Saint-Georges.

## Doorgangskamp
Bij het begin van de Tweede Wereldoorlog capituleerde België. Generaal Alexander von Falkenhausen werd aangeduid als militair bevelhebber van België en Noord-Frankrijk. De Sicherheitspolizei-Sicherheitsdienst (Sipo-SD) opende een kamp in het Fort van Breendonk. Kurt Asche, referent Judenangelegenheiten bij de Sicherheitspolizei, was verantwoordelijk voor de Jodenvervolging in de streek.

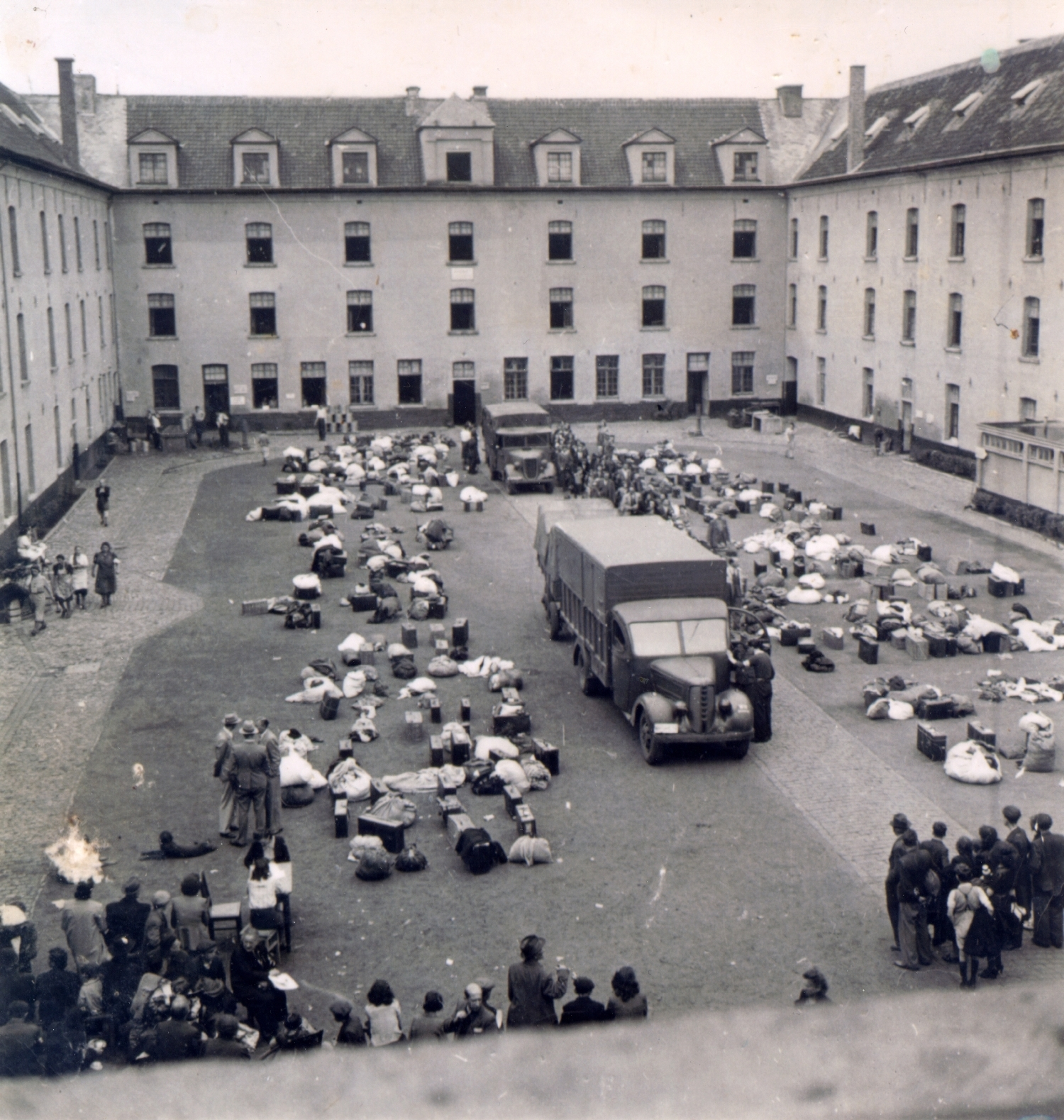
Binnenplaats van Kazerne Dossin (1942)

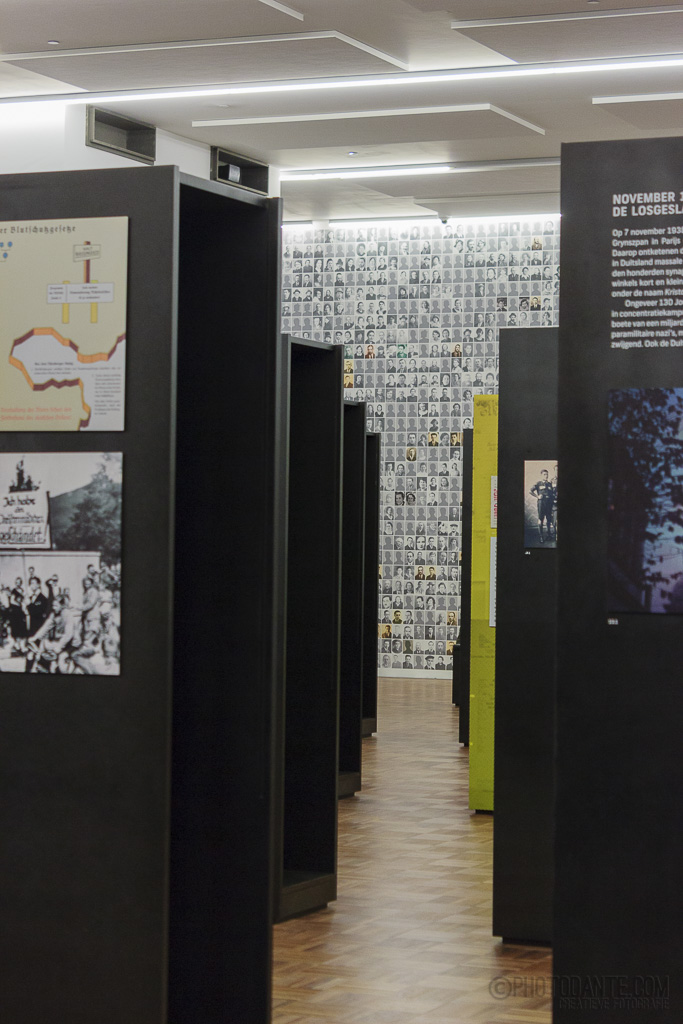
De expositie

Tussen oktober 1940 en juni 1942 werd een reeks van Joodse verordeningen uitgevaardigd. Het werd Joden verboden ’s avonds hun huizen te verlaten, Joodse kinderen werden uitgesloten uit scholen en ze werden verplicht de Jodenster te dragen. Daarnaast mochten Joodse ambtenaren, leraren en magistraten hun ambt niet meer uitvoeren en werden Joodse ondernemingen overgedragen aan niet-Joden.
Op 11 juni 1942 gaf Adolf Eichmann het bevel tot hun deportatie. Eggert Reeder, rechterhand van Von Falkenhausen en bevoegd voor de militaire administratie in België, keurde de vrijstelling van deportatie voor Belgische Joden goed. Dit deed hij om de rust te verzekeren. Het betrof een klein deel Joden in België. Negentig procent van hen was geen Belg. Tot de opening van Kazerne Dossin hield men de Joden in het Fort van Breendonk gevangen.
Eind juli 1942 werd Kazerne Dossin als verzamel- en doorgangskamp ingericht. De kazerne was ideaal gelegen: centraal tussen Brussel en Antwerpen, de twee steden waar de Joden woonden. Een goederenspoorweg naast de Dossinkazerne leidde de gevangenen ongezien naar de wagons. Het kamp stond onder de leiding van SS-Sturmbannführer Philipp Schmitt, ook verantwoordelijk voor het Fort van Breendonk. In 1943 nam SS-Sturmscharführer Hans Johannes Gerhard Frank de functie over met een gematigde aanpak. Een aantal Joden werd via het doorgangskamp Drancy in Frankrijk gedeporteerd.
Bij hun aankomst in de Dossinkazerne werden Joden en Roma geregistreerd en werden hun namen op de deportatielijsten geschreven. Hun goederen werden geconfisqueerd door het Duitse leger. Tijdens hun verblijf liepen de Joden het risico op mishandeling en vernederingen. Anderzijds lag een zwaar repressief regime niet voor de hand, omdat de indruk moest worden hooggehouden dat het verblijf zou uitlopen op verplichte tewerkstelling in het buitenland. Ook moesten opstanden worden vermeden. Onder Hans Johannes Gerhard Frank werd het regime daarom wat versoepeld. De werkdruk werd verlaagd en de slaapruimtes werden verwarmd. Intussen verbleven de gedetineerden ook steeds langer in de kazerne, omdat het alsmaar moeilijker werd om een konvooi met 1000 man te vullen.
De gedeporteerden werden in 28 transporten naar Auschwitz gebracht. Sommige transporten, de Coseltransporten, maakten een tussenstop 80 km voor Auschwitz. Op 19 april 1943 werd transport XX door het Belgische verzet te Boortmeerbeek tegengehouden. Hierbij konden 232 gevangenen ontsnappen, waarvan er 119 nooit meer opgepakt werden. Dit was tevens het eerste transport waarbij Joden werden vervoerd in volgestouwde goederenwagons. De gevangenen, waaronder vrouwen en kleine kinderen, moesten een aantal dagen rechtop blijven staan.
Bij de grote transporten uit 1942 werd ongeveer 65% van de gedeporteerden na aankomst onmiddellijk vergast. De anderen werden als dwangarbeiders tewerkgesteld. Door gebrek aan voedsel en hygiëne stierf ook een groot deel van hen. Vanaf 1944 werden procentueel gezien minder Joden uit België onmiddellijk vergast. Velen van hen kwamen wel om tijdens de zogenaamde dodenmarsen in 1945. Het laatste transport vertrok op 31 juli 1944. Op 4 september 1944 kwamen de laatste 520 gevangenen in de Dossin-kazerne vrij, één dag nadat de bewakers het kamp waren ontvlucht.

## Konvooien
Het overzicht van de deportatietreinen vanuit Mechelen naar Auschwitz-Birkenau is als volgt:
| Konvooi       | Datum                     | Mannen | Jongens | Vrouwen | Meisjes | Totaal | Overlevenden in 1945 |
| ------------- | ------------------------- | ------ | ------- | ------- | ------- | ------ | -------------------- |
| Konvooi I     | 4 augustus 1942           | 545    | 28      | 402     | 23      | 998    | 7                    |
| Konvooi II    | 11 augustus 1942          | 460    | 25      | 488     | 26      | 999    | 3                    |
| Konvooi III   | 15 augustus 1942          | 380    | 48      | 522     | 50      | 1000   | 5                    |
| Konvooi IV    | 18 augustus 1942          | 339    | 133     | 415     | 112     | 999    | 0                    |
| Konvooi V     | 25 augustus 1942          | 398    | 88      | 429     | 81      | 996    | 27                   |
| Konvooi VI    | 29 augustus 1942          | 355    | 60      | 531     | 54      | 1000   | 35                   |
| Konvooi VII   | 1 september 1942          | 282    | 163     | 401     | 154     | 1000   | 15                   |
| Konvooi VIII  | 10 september 1942         | 390    | 109     | 404     | 97      | 1000   | 34                   |
| Konvooi IX    | 12 september 1942         | 408    | 91      | 401     | 100     | 1000   | 30                   |
| Konvooi X     | 15 september 1942         | 406    | 132     | 413     | 97      | 1048   | 17                   |
| Konvooi XI    | 26 september 1942         | 562    | 231     | 713     | 236     | 1742   | 31                   |
| Konvooi XII   | 10 oktober 1942           | 310    | 135     | 423     | 131     | 999    | 28                   |
| Konvooi XIII  | 10 oktober 1942           | 230    | 89      | 258     | 98      | 675    | 26                   |
| Konvooi XIV   | 24 oktober 1942           | 325    | 111     | 438     | 121     | 995    | 15                   |
| Konvooi XV    | 24 oktober 1942           | 314    | 30      | 93      | 39      | 476    | 26                   |
| Konvooi XVI   | 31 oktober 1942           | 686    | 16      | 93      | 27      | 822    | 49                   |
| Konvooi XVII  | 31 oktober 1942           | 628    | 45      | 170     | 32      | 875    | 37                   |
| Konvooi XVIII | 15 januari 1943           | 361    | 104     | 416     | 65      | 946    | 4                    |
| Konvooi XIX   | 15 januari 1943           | 241    | 49      | 270     | 52      | 612    | 8                    |
| Konvooi XX    | 19 april 1943             | 506    | 112     | 655     | 125     | 1398   | 153                  |
| Konvooi XXI   | 31 juli 1943              | 672    | 103     | 706     | 71      | 1552   | 42                   |
| Konvooi XXIIA | 20 september 1943         | 292    | 39      | 263     | 37      | 632    | 31                   |
| Konvooi XXIIB | 20 september 1943         | 304    | 73      | 353     | 63      | 793    | 19                   |
| Konvooi XXIII | 15 januari 1944           | 308    | 33      | 293     | 23      | 654    | 99                   |
| Konvooi Z2    | 15 januari 1944           | 85     | 91      | 101     | 74      | 351    | 15                   |
| Konvooi XXIV  | 4 april 1944              | 302    | 29      | 275     | 19      | 625    | 146                  |
| Konvooi XXV   | 19 mei 1944               | 236    | 20      | 230     | 21      | 507    | 134                  |
| Konvooi XXVI  | 31 juli 1944              | 280    | 15      | 252     | 16      | 563    | 186                  |
| Totaal        | augustus 1942 – juli 1944 | 10.606 | 2.201   | 10.395  | 2.045   | 25.257 | 1.222                |

## Na de oorlog
Vanaf 4 september 1944, het einde van de Tweede Wereldoorlog in Mechelen, werd de Dossin-kazerne een interneringskamp van de Belgische repressie. 200 tot 300 verdachten werden eerst op de binnenkoer van het stadhuis samengebracht en nadien met vrachtwagens vervoerd naar de Dossin-kazerne (en de kazerne luitenant-generaal baron Michel, eveneens te Mechelen). Vanaf 16 september 1944 (tot juni 1947) stond de Dossin-kazerne officieel onder controle van het Ministerie van Justitie.
Op 25 november 1949 werd SS-kampcommandant Philipp Schmitt ter dood veroordeeld, en in 1950 geëxecuteerd.
In 1948 kreeg het gebouw als school voor de administratie van de Krijgsmacht zijn oorspronkelijke functie terug. In 1973 echter verhuisde dit militaire instituut, waarna Kazerne Dossin in verval raakte. In de jaren 1980 werd het complex daarom in appartementen opgedeeld en in 1989 nam ook het stadsarchief zijn intrek in het gebouw. Op vraag van de Vereniging van de Joodse Weggevoerden in België - Dochters en zonen van de deportatie (VJWB) en het Centraal Israëlitisch Consistorie van België (CICB) werd daarbij ook ruimte vrijgemaakt voor een museum over de periode waarin de kazerne als verzamelkamp dienstdeed. Het Joods Museum van Deportatie en Verzet werd officieel geopend in 1995 met steun van de Stad Mechelen en de provincie Antwerpen. Naast een museum werd ook een documentatiecentrum uitgebouwd. Dit documentatiecentrum wil op een consistente wijze de documentatie over Joodse gedeporteerden verzamelen, inventariseren, bewaren en ontsluiten. Het documentatiecentrum beschikt zelf over zo'n drieduizend bundels bestaande uit in beslag genomen documenten van Joodse gedeporteerden. Het betreft brieven, identiteitskaarten en werkvergunningen van 4400 mensen die naar de vernietigingskampen zijn gestuurd via Mechelen. Het museum vertelt het verhaal van de Jodenvervolging in België en de functie van Kazerne Dossin daarbinnen. Ook zijn er appartementen gevestigd met als syndicus AB Vastgoedbeheer. Het geheel werd in 2011 herdoopt tot Kazerne Dossin, Memoriaal, Museum en Documentatiecentrum over Holocaust en Mensenrechten, op initiatief van Vlaams minister-president Patrick Dewael.